# Томаківська селищна рада
Томакі́вська се́лищна ра́да — орган місцевого самоврядування Томаківської селищної громади Нікопольського району Дніпропетровської області. Адміністративний центр — селище міського типу Томаківка.

## Загальні відомості
- Населення ради: 9 411 особа (станом на 2001 рік)

## Населені пункти
Селищній раді підпорядковані населені пункти:
- смт Томаківка
- с. Катьощине
- с. Олександрівка
- с. Петрівка
- с. Семенівка
- с. Сергіївка

## Склад ради
Рада складається з 34 депутатів та голови.
- Голова ради: Калашник Іван Володимирович
- Секретар ради: Бардукова Тетяна Михайлівна

### Керівний склад попередніх скликань
| Прізвище, ім'я, по батькові   | Основні відомості                                                        | Дата обрання | Дата звільнення |
| ----------------------------- | ------------------------------------------------------------------------ | ------------ | --------------- |
| Марченко Володимир Вікторович | Селищний голова, 1954 року народження, освіта вища, безпартійний         | 26.03.2006   | 31.10.2010      |
| Марченко Володимир Вікторович | Селищний голова, 1954 року народження, освіта вища, член Партії регіонів | 31.10.2010   |                 |

Примітка: таблиця складена за даними сайту Верховної Ради України

### Депутати
За результатами місцевих виборів 2010 року депутатами ради стали:

#### За суб'єктами висування
| Суб'єкт висування                 | Кількість обраних депутатів | %    |
| --------------------------------- | --------------------------- | ---- |
| Партія регіонів                   | 10                          | 33,3 |
| Політична партія «Сильна Україна» | 7                           | 23,3 |
| Самовисування                     | 6                           | 20   |
| Народна партія                    | 5                           | 16,7 |
| Комуністична партія України       | 1                           | 3,3  |
| Партія «Демократичний Союз»       | 1                           | 3,3  |

#### За округами
| № округу                          | Прізвище, ім'я, по батькові   | Дата визнання обраним | Освіта             | Партійна приналежність                        | Відомості про обраного депутата                                                 |
| --------------------------------- | ----------------------------- | --------------------- | ------------------ | --------------------------------------------- | ------------------------------------------------------------------------------- |
| Комуністична партія України       |                               |                       |                    |                                               |                                                                                 |
| 18                                | Лавриненко Володимир Іванович | 01.11.2010            | вища               | позапартійний                                 | контрольно-ревізійний відділ в Томаківському районі, головний контролер-ревізор |
| Народна Партія                    |                               |                       |                    |                                               |                                                                                 |
| 15                                | Шворак Василь Васильович      | 01.11.2010            | середня            | член Народної партії                          | ПСП АФ «Перше Травня», бригадир тракторної бригади                              |
| 19                                | Рудич Валентина Іванівна      | 01.11.2010            | вища               | член Народної партії                          | Томаківська ЦРЛ, економіст                                                      |
| 20                                | Бардукова Юлія Анатоліївна    | 01.11.2010            | вища               | член Народної партії                          | тимчасово не працює                                                             |
| 24                                | Панченко Валерій Іванович     | 01.11.2010            | вища               | член Народної партії                          | ПСП АФ «Перше Травня», завідувач гаражу                                         |
| 26                                | Ігнатченко Віта Анатоліївна   | 01.11.2010            | вища               | член Народної партії                          | ПСП АФ «Перше Травня», головний бухгалтер                                       |
| Партія «Демократичний Союз»       |                               |                       |                    |                                               |                                                                                 |
| 9                                 | Тищенко Степан Степанович     | 01.11.2010            | вища               | член Партії «Демократичний Союз»              | Томаківська загальноосвітня школа № 2, вчитель                                  |
| Партія регіонів                   |                               |                       |                    |                                               |                                                                                 |
| 4                                 | Похиленко Ольга Василівна     | 01.11.2010            | середня            | член Партії регіонів                          | комунальне підприємство «Томаківське комунальне підприємство», директор         |
| 10                                | Ігнатченко Світлана Василівна | 01.11.2010            | вища               | позапартійна                                  | управління пенсійного фонду України у Томаківському районі, спеціаліст          |
| 13                                | Шевченко Тетяна Юріївна       | 01.11.2010            | вища               | член Партії регіонів                          | Томаківська загальноосвітня школа № 2, директор                                 |
| 14                                | Штацька Вікторія Олексадрівна | 01.11.2010            | вища               | член Партії регіонів                          | фінансове управління Томаківської РДА, спеціаліст                               |
| 17                                | Філь Тамара Павлівна          | 01.11.2010            | вища               | член Партії регіонів                          | Томаківська загальноосвітня середня школа № 1, директор                         |
| 21                                | Бардадим Євген Васильович     | 01.11.2010            | вища               | член Партії регіонів                          | фермерське господарство «Діоніс-Є», голова                                      |
| 22                                | Бардукова Тетяна Михайлівна   | 01.11.2010            | вища               | член Партії регіонів                          | Томаківська селищна рада, секретар                                              |
| 25                                | Сушко Ганна Вікторівна        | 01.11.2010            | вища               | член Партії регіонів                          | КП «Томаківське бюро технічної інвентаризації», директор                        |
| 27                                | Оксенюк Микола Васильович     | 01.11.2010            | вища               | позапартійний                                 | ПСП АФ «Перше травня», головний механік                                         |
| 29                                | Дружко Григорій Петрович      | 01.11.2010            | вища               | член Партії регіонів                          | Сергіївська загальноосвітня середня школа, вчитель                              |
| Політична партія «Сильна Україна» |                               |                       |                    |                                               |                                                                                 |
| 1                                 | Оксенюк Олег Валентинович     | 01.11.2010            | вища               | член Політичної партії «Сильна Україна»       | Томаківський професійний аграрний ліцей, заступник директора                    |
| 2                                 | Пилипчинець Олена Степанівна  | 01.11.2010            | вища               | позапартійна                                  | Томаківський відділ освіти, методист                                            |
| 5                                 | Гіюк Микола Петрович          | 01.11.2010            | середня спеціальна | позапартійний                                 | фермерське господарство «Гіюк М. П.», голова                                    |
| 7                                 | Головко Олена Вікторівна      | 01.11.2010            | вища               | член Політичної партії «Сильна Україна»       | відділ РАЦС, спеціаліст 1 категорії                                             |
| 8                                 | Гошко Тетяна Леонідівна       | 01.11.2010            | вища               | член Політичної партії «Сильна Україна»       | тимчасово не працює                                                             |
| 12                                | Рудий Михайло Євгенійович     | 01.11.2010            | вища               | позапартійний                                 | Томаківська державна нотаріальна контора, завідувач                             |
| 28                                | Парубець Юлія Миколаївна      | 01.11.2010            | середня            | член Політичної партії «Сильна Україна»       | фермерське господарство «Палець О. О.», бригадир овочевої бригади               |
| Самовисування                     |                               |                       |                    |                                               |                                                                                 |
| 3                                 | Шапошник Світлана Михайлівна  | 01.11.2010            | середня спеціальна | член Української Народної Партії              | Томаківська ЦРЛ, старша медсестра                                               |
| 6                                 | Нестерук Ірина Миколаївна     | 15.07.2013            | середня            | член Партії регіонів                          | СФГ «Скорук А. В.», головний бухгалтер                                          |
| 11                                | Бовкун Олександр Сергійович   | 01.11.2010            | вища               | позапартійний                                 | Томаківське комунально-господарче підприємство, головний інженер                |
| 16                                | Нестеренко Олег Анатолійович  | 01.11.2010            | середня спеціальна | член Всеукраїнського об'єднання «Батьківщина» | приватний підприємець «Нестеренко О. А.»                                        |
| 23                                | Дузенко Руслан Алімович       | 01.11.2010            | вища               | позапартійний                                 | Томаківська загальноосвітня середня школа № 1, вчитель                          |
| 30                                | Попова Любов Олексіївна       | 01.11.2010            | середня спеціальна | член Партії регіонів                          | пенсіонер                                                                       |